# Pietro Micca
«Пьетро Микка» (итал. Pietro Micca) — итальянский подводный минный заградитель, построенный в середине 1930-х годов.  
«Пьетро Микка» — самая большая итальянская подводная лодка довоенного периода. Проект оказался очень сложным и дорогим, поэтому лодка была построена только в одном экземпляре. 

## История создания
В 30-х годах, после не оправдавших ожиданий лодок типа «Брагадин», итальянский военный флот так и не получил подводных заградителей с хорошими характеристиками. Новый проект капитана Каваллини из Корпуса военно-морских инженеров под названием «Пьетро Микка» был амбициозен: крейсерская подлодка — минный заградитель, размером с британскую подлодку класса «Порпойс».
«Пьетро Микка» могла заниматься постановкой мин и проводить торпедные атаки, имела хорошую остойчивость, высокую скорость, автономность, мореходные качества и манёвренность. Корпус имел двойное дно и боковые були для улучшения остойчивости.
Радиус действия в надводном положении — 12 000 миль при крейсерской скорости 8 узлов. Рабочая глубина погружения составляла 100 метров, запас подводного хода 80 миль при скорости 4 узла.
Заложена в 1931 году и спущена на воду в 1935 году. 
«Пьетро Микка» — самая большая итальянская лодка довоенного периода. Проект оказался очень сложным и дорогим, поэтому лодка была построена только в одном экземпляре. Проект не получил развития и был заменён более простым и дешёвым «Фока».

## Боевой путь
После спуска на воду лодка была переведена на базу в Таранто в подводную группу IV. Принимала участие в Гражданской войне в Испании, совершив 2 похода: первый из Неаполя 23 января 1937 года для патрулирования в районе Валенсии и второй — 13 февраля, который закончился отзывом лодки на базу.
После вступления Италии во Вторую Мировую войну «Пьетро Микка», входившая тогда в состав XVII дивизиона в Ла-Специи, отправилась в поход к порту Александрии, где 12 июня 1940 года установила 40 мин. 
Следующая минная постановка проведена 12 августа в районе Александрии, а через 2 дня лодка выпустила торпеды из кормовых торпедных аппаратов по двум британским эсминцам. Акустик зафиксировал взрывы, но потопление не было подтверждено.
Впоследствии лодка была переделана в транспортную.
По состоянию на февраль 1941 года лодка занималась различными заданиями по транспортировке грузов. 13 марта 1941 года лодка провела неудачную атаку группы эсминцев в Эгейском море. В начале апреля 1941 года по пути из Таранто в Леро южнее Крита лодка обнаружила вражеский конвой и выпустила 2 торпеды с дистанции 1500 метров. Зафиксировано 2 взрыва, но подтверждений потоплений нет. 5 апреля лодка вернулась в Леро с тяжелыми повреждениями кормы вследствие взрыва торпеды в аппарате (по другим данным, взрыв мины). В Леро произведен аварийный ремонт, после чего лодка отправилась в Таранто для капитального ремонта.
29 июля 1943 года, ожидая встречи с эскортом в районе маяка Санта-Мария-ди Леука, была замечена британской подлодкой HMS Trooper. В 06:05 британская подлодка выпустила 6 торпед, одна из которых поразила «Пьетро Микка» в центральную часть корпуса, вследствие чего она затонула. С лодкой погибло, по разным данным, 55 или 65 моряков. 18 человек, включая капитана, были спасены подоспевшим эскортом.
Лодка найдена в 1994 году в трёх милях от побережья, на глубине 80—85 метров.